# T-34/85
Il T-34/85 è stato un carro armato medio e rappresenta l'ultima e definitiva evoluzione del carro da combattimento medio dell'esercito sovietico.
Sviluppato tra il 1943 e il 1944 partendo dal T-34 standard del periodo armato con cannone da 76,2 mm, il T-34/85 aveva il medesimo scafo dei precedenti modelli di T-34 ma si distingueva dai suoi predecessori per via della corazza frontale più spessa (dal 1944 sarà di 90mm, nei primi veicoli riprendeva quella da 45mm) e della torretta molto più ampia, che a differenza delle versioni precedenti aveva una corazza molto più spessa e poteva ospitare al suo interno tre membri dell'equipaggio (comandante, artigliere, servente) e dell'armamento principale, costituito da un cannone da 85 mm a canna lunga.

## Tecnica
Il T-34/85 fu concepito per raggiungere la parità di calibro contro i carri tedeschi Panzer V Panther e Panzer VI Tiger I, armati rispettivamente con cannoni da 75 e 88 mm, che fino ad allora si erano dimostrati superiori al T-34/76. Inizialmente venne valutato anche un 57 mm ad altissima velocità iniziale, che diede risultati anticarro persino superiori al cannone da 85 mm (paragonabile ai 75 e 88 avversari) ma non aveva una buona granata antiuomo; questo nella dottrina militare sovietica era un grave difetto, poiché i carri armati dovevano essere realmente multiruolo, con buone capacità di contrasto non solo verso i carri nemici ma anche verso la fanteria, i bunker e l'artiglieria. Questa filosofia era diametralmente opposta a quella tedesca, che puntava sulla specializzazione dei carri, ognuno dei quali era in grado di svolgere adeguatamente uno o due ruoli al massimo.

## Impiego operativo
Il T-34/85 si comportò bene in combattimento: la superiorità persa dal precedente T-34/76 venne recuperata totalmente dalla nuova versione. Già dai primi veicoli con corazza ancora da 45 mm gli equipaggi si resero conto che qualcosa stava cambiando. Grazie al cannone derivato dall'85 mm antiaereo i veicoli sovietici erano nuovamente in grado di impegnare i Panzer IV delle ultime versioni da "distanza di sicurezza", non più quindi ai 400-600 m a cui era necessario avvicinarsi per ingaggiare i migliori carri tedeschi. Tuttavia il Panzer VI Tiger e il Panzer V Panther , pur essendo vulnerabili al pezzo da 85 mm, disponevano di un armamento ancora più efficace, capace di distruggere i T-34/85 a lunga distanza. Così venne richiesta una nuova versione del carro, con corazza aumentata a 75 mm, ma l'insuccesso del IS-1 (del quale si era sottovalutata la corazza realmente necessaria) portò i tecnici sovietici ad aumentare lo spessore di questa a 90 mm.

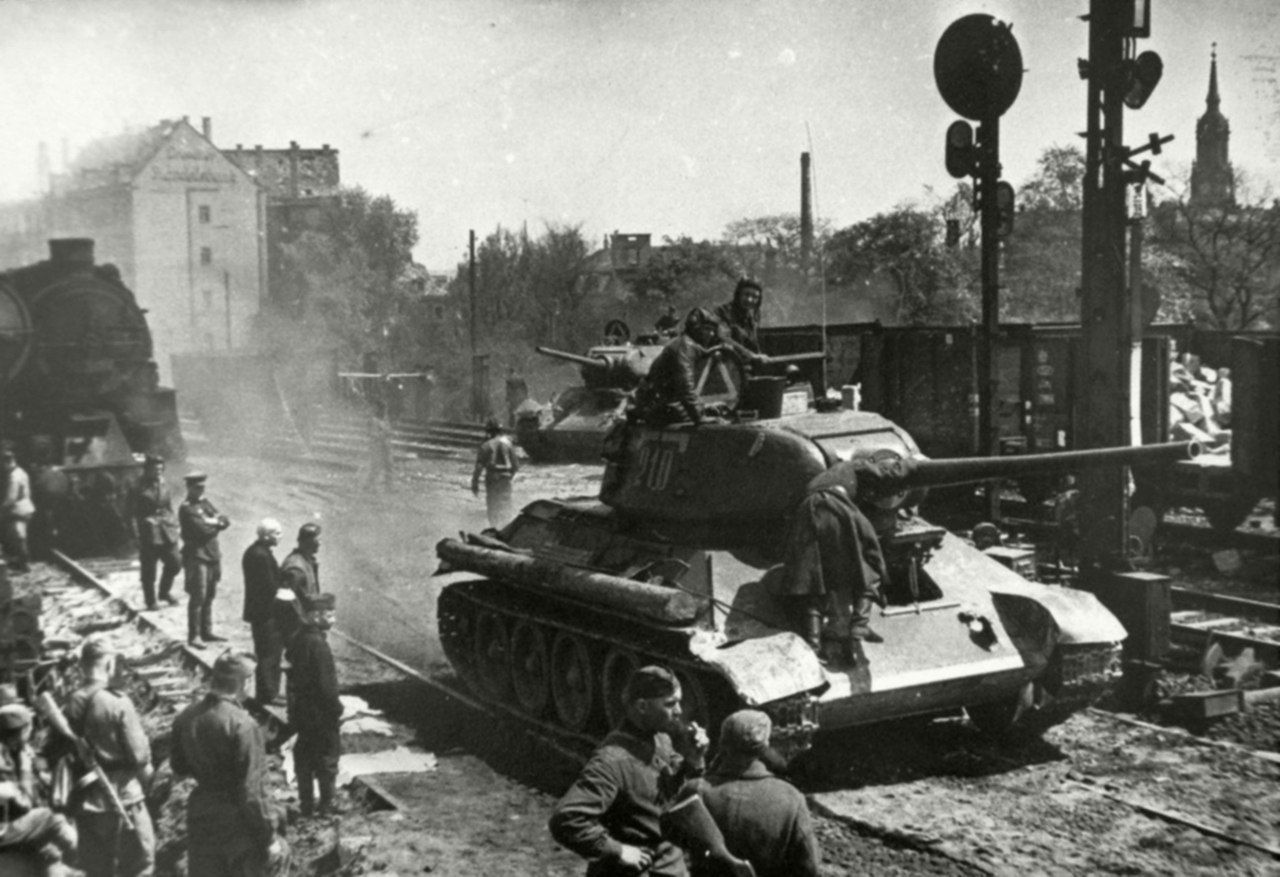
Carri armati T-34/85 in Germania nell'aprile 1945. Si tratta di due carri equipaggiati con il cannone modello D-5T prodotto nella Fabbrica Nº 9 a Sverdlovsk.

Il prototipo di questo nuovo veicolo era basato sullo scafo del T-43. È importante dire che la corazza maggiore era facilmente riconoscibile poiché posta verso l'esterno, e proprio a causa dell'evidente differenza dal T-34 standard, il T-43 era divenuto il bersaglio primario per i pesanti cannoni controcarro da 88 mm Pak e KwK 43, con canna lunga 71 calibri e capaci di perforare piastre di tale spessore a 2000 m. Quindi il vantaggio tattico di disporre di una corazza sufficiente a proteggersi in maniera più efficace dai cannoni da 75 mm KwK 42, e 88 mm KwK 36 (con canna da 56 calibri, più corto e quindi meno potente del KwK 43) era sminuito dall'essere puntati da distanze maggiori da armi più potenti (nel 1944 i serventi dei cannoni controcarro e dei semoventi Jagdpanzer VI Jagdtiger e Jagdpanzer V Jagdpanther avevano priorità di ingaggiare i carri armati KV-1 e, appunto, T-43). Quindi lo scafo venne riprogettato, aumentando lo spessore verso l'interno (a scapito di una sensibile diminuzione dello spazio a disposizione dell'equipaggio) per raggiungere i 90 mm necessari. Anche il cambio e il sistema propulsivo vennero modificati, per potenziarli in rapporto al maggior peso e per permetterne un utilizzo più agevole. Questa fu la versione più diffusa del nuovo carro da battaglia sovietico, che, portata in linea a partire dal febbraio 1944, risultò più adeguata contro i migliori veicoli della Wehrmacht. Veloce, ben protetta e sufficientemente armata, la versione del 1944 fu il decisivo punto di svolta per le forze corazzate sovietiche, con una drastica diminuzione delle perdite di equipaggi e veicoli.

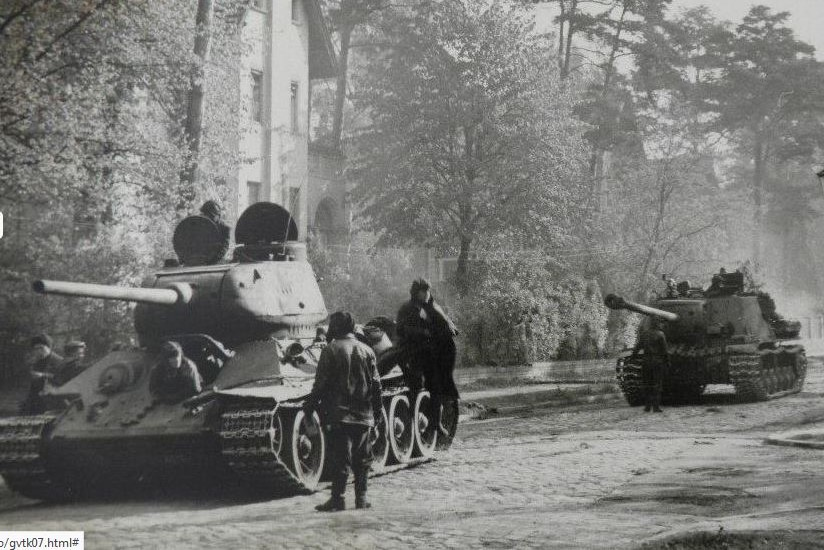
Mezzi corazzati sovietici (in primo piano un T-34/85) del 7º Corpo carri della Guardia in azione nella periferia meridionale di Berlino. Il carro è equipaggiato con il cannone modello ZiS-S-53 prodotto nella Fabbrica Nº 92 a Gork'ij.

I carristi usavano affermare ironicamente che il principale difetto del carro fossero gli ufficiali. Difatti spesso i carri erano utilizzati in condizioni tattiche di svantaggio, spesso senza copertura e privi di sufficiente coordinazione tra i reparti, causati soprattutto dalla leggerezza con cui gli ufficiali dell'Armata Rossa mandavano all'attacco le proprie unità. In breve i T-34/76 furono ritirati dal servizio di prima linea, man mano che diventavano disponibili i nuovi carri, o riassegnati a formazioni corazzate dell'esercito popolare polacco o jugoslavo. Alla fine della guerra il T-34/85 era divenuto il carro armato standard in servizio sia nell'esercito sovietico che nei paesi dell'Europa dell'est che ricevettero le prime forniture del carro a partire dal 1946 e lo rimase per molti anni nel corso della guerra fredda fino a quando non fu sostituito dai moderni T-54/55. Tuttavia la fine della guerra non significa che il carro non prese più parte ad azioni belliche. Esso trovò largo impiego durante la guerra di Corea (nella versione 1943) come carro standard dell'esercito nordcoreano, durante la rivoluzione ungherese, dove fu impiegato da ambo le parti, nei conflitti arabo-israeliani e infine nella fase finale della guerra del Vietnam.
In sintesi si trattò di un carro ben riuscito, ben armato e protetto ma divenuto inevitabilmente antiquato con la comparsa della prima generazione di carri postbellici e con il passare degli anni, mantiene però un'invidiabile mobilità, una buona rusticità e dei consumi tutto sommato contenuti rispetto alla potenza motore. Esso tuttavia resta ancora in riserva nell'esercito cubano e quello vietnamita. La produzione del T-34/85 si divide nelle versioni 1943, 1944 e 1945, quest'ultima differente da quella del 1944 solo per piccoli dettagli d'impostazione dei sistemi ottici e di ventilazione della torretta.
Il T-34/85 venne prodotto dalla fine del 1943, principalmente dalla Fabbrica N° 183 di Nižnij Tagil, da cui uscirono oltre il 78% di tutti i carri di questo modello; gli altri due centri di produzione furono la Fabbrica N° 174 di Omsk e la Fabbrica N° 112 a Gor'ki. Il cannone da 85 mm inizialmente scelto per equipaggiare il nuovo modello di T-34, era il D-5T progettato a Sverdlovsk (oggi Ekaterinburg) nella Fabbrica Nº 9 dall'ufficio tecnico di Fëdor Fëdorovič Petrov, ma, dopo una produzione iniziale di circa 800 mezzi, si decise di adottate il cannone  ZiS-S-53 prodotto nella Fabbrica N° 92 a Gor'kij, che equipaggiò la grande maggioranza dei circa 48.000 T-34/85 costruiti in totale. Questo cannone era stato progettato dall'ufficio tecnico di Vasilij Gavrilovič Grabin con il contributo determinante del nuovo ingegnere A.Savin.
Nonostante sia ormai obsoleto se ne registra ancora l'impiego, principalmente da parte di eserciti non governativi, in alcuni conflitti regionali (per esempio da parte di guerriglieri filorussi nel Donbass, o da alcune milizie nello Yemen).

## Nel cinema
I T-34/85 sono apparsi in numerosi film sia nel "ruolo" proprio di carri russi, come nel film La croce di ferro (1977) o in Stalingrad (1993); sia nel "ruolo" di carri tedeschi (in genere i Tiger I) come ne Ardenne '44, un inferno (1969) I guerrieri (1970) Forza 10 da Navarone (1978) Salvate il soldato Ryan (1998) o nella miniserie televisiva Band of Brothers - Fratelli al fronte (2001) T-34 - Eroi d'acciaio (2019).